# Dun Aillinne Hillfort

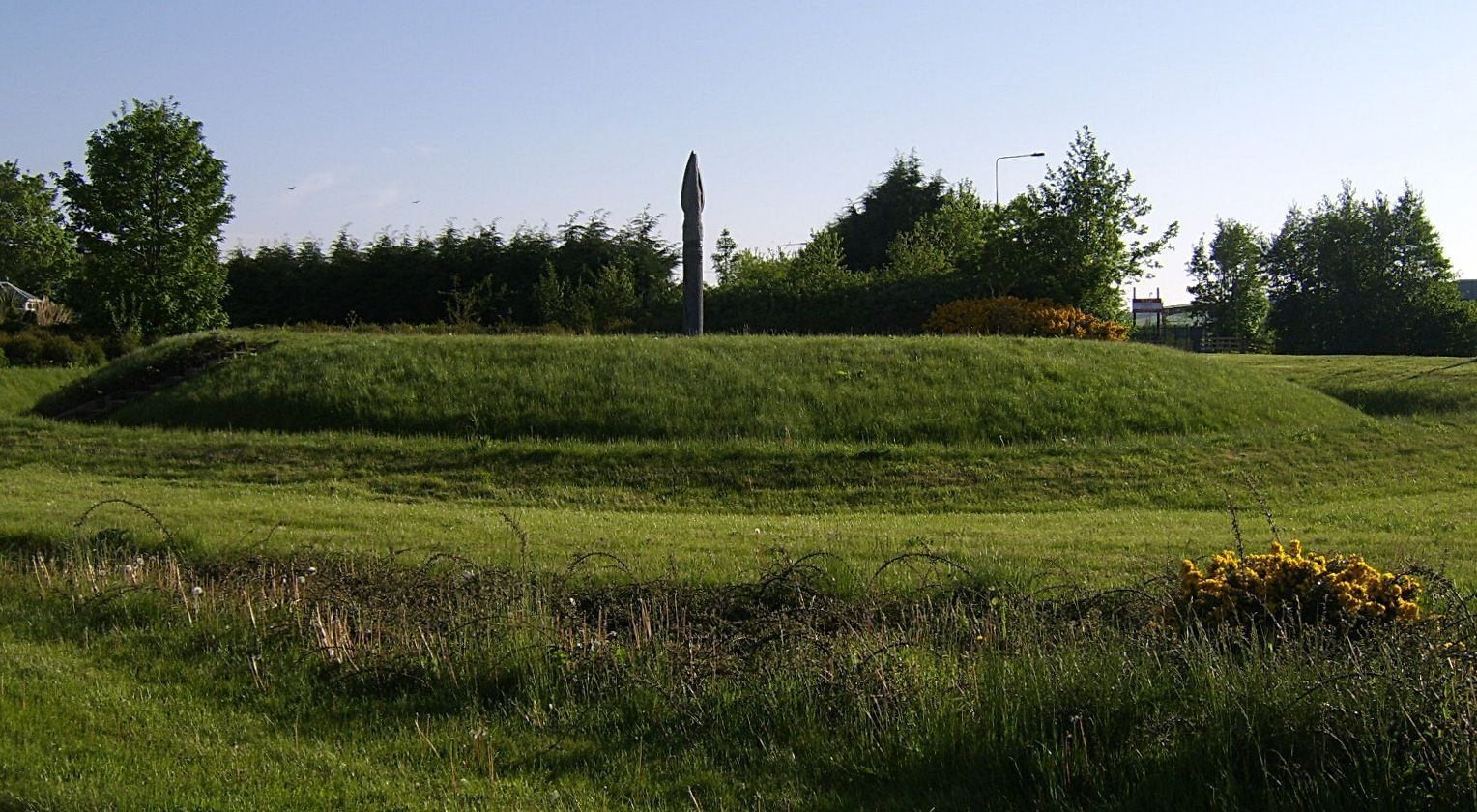
Dun Ailinne Monument

Dun Ailinne Hillfort (irisch Cnoc Ailinne) ist eines der drei größten Erdwerke oder Ringforts in Irland. Es liegt zwischen Kilcullen und Old Kilcullen auf dem Hügel Knockaulin, im County Kildare in Leinster. Die aus der Bronzezeit stammende Anlage wurde bis ins Mittelalter genutzt.
Sein ovaler Wall hat etwa 500 auf 400 m Durchmesser und ist über vier Meter hoch. Der zugehörige Graben liegt auf der Innenseite, was zeigt, dass die Anlage keinen fortifikativen Charakter hat. Spuren zeigen, dass der Platz bereits im Neolithikum aufgesucht wurde (Reste von Äxten und Pfeilspitzen wurden eisenzeitlich umgelagert). Es ist John O’Donovan, einem Gelehrten des 19. Jahrhunderts, zu verdanken, dass der in den frühirischen Quellen erwähnte Königssitz Dun Ailinne 1837 als der Ringhügel bei Kilcullen erkannt wurde.
Barry Raftery (1944–2010) untersuchte 40 ein- und mehrfach umwallte Anlagen auf der Insel (bekannt sind etwa 80) und teilte die Hillforts in drei Klassen ein:
- Class 1: Einfach umwallte Anlagen aus Erde oder Stein mit oder ohne Graben.
- Class 2: Anlagen mit großräumiger, mehrfacher Umwallung auf Hügeln oder Klippen.
- Class 3: Inland Promontory Forts

Dun Ailinne zeigt keine Spuren einer permanenten Besiedlung, wird aber durch die früheste Erwähnung im 8. oder 9. Jahrhundert mit dem Sitz der Könige von Leinster in Verbindung gebracht, obwohl er damals vermutlich diese Funktion bereits nicht mehr erfüllte, aber als zentraler Versammlungsplatz angesehen wurde. Spekulationen über eine Sonnen- und Mondbeobachtung nährt eine anthropomorphe mit Kerben und Schälchen versehene Steinreihe im Inneren. Der wichtigste Zeitabschnitt der Nutzung lag in den Jahrhunderten vor und nach der Zeitenwende.
Dass es sich eher um eine Kultstätte als eine ständige Siedlung handelt, wird durch den runden Erdwall (365 m Durchmesser) bestätigt, der die Spitze des Hügels umgibt sowie durch den Graben innerhalb des Walls, wie er auch in Navan Fort, dem Königssitz von Ulster, existiert. Bei Festungen befindet sich dieser außerhalb des Walles.
Archäologisch gut erforscht sind die eisenzeitlichen Aktivitäten auf dem Hügel. Es gibt:
- in Phase 1: einen runden Palisadengraben von 22 Metern Durchmesser
- in Phase 2: eine ähnliche Anlage, jedoch mit drei konzentrischen Ringen von 31 bzw. 27 Metern Durchmesser sowie mit Gräben unterschiedlicher Tiefe (zwischen 0,9–0,4 m) und Breite (0,8–0,25 m weit).
- in Phase 3: ersetzen zwei konzentrische Gräben von 42 und 37 Metern Durchmesser die ältere Anlage.

Im Inneren der Anlage der 2. Phase fanden sich auch die niedergebrannten Reste von Holzstrukturen, die einem fulacht fiadh ähnlich sehen, jedoch keine steinernen Einbauten besaßen.

## Legende
In der irischen Sage Fotha Catha Cnucha (deutsch „Die Ursache der Schlacht von Cnucha“) übergibt König Cathair Mór den Hügel von Almu (Dun Aillinne) an den Druiden Nuada mac Aichi. Dieser Hügel wird später bekannt als Wohnsitz von Nuadas Urenkel Fionn mac Cumhaill.